# Classe Kuznetsov

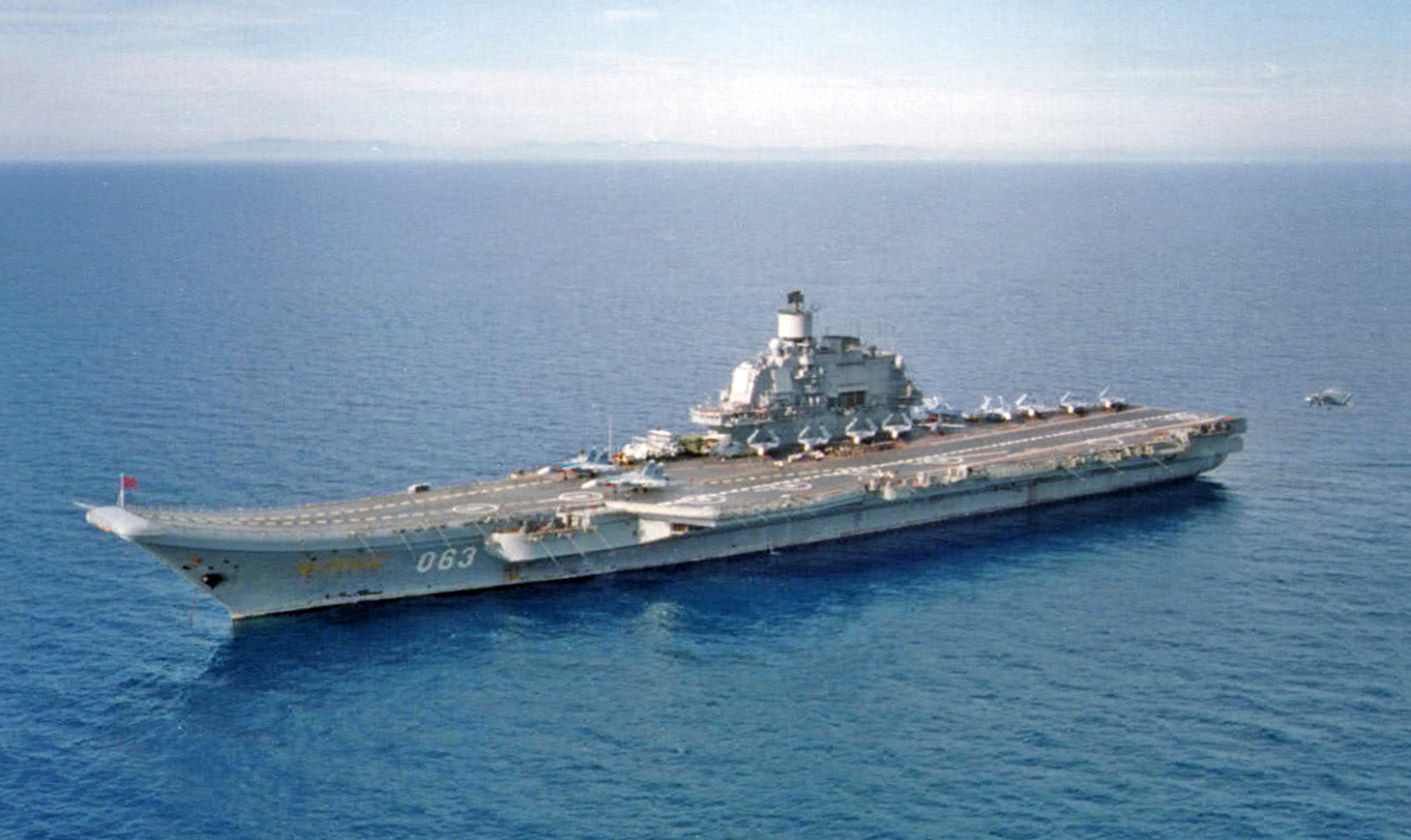
Porta-aviões Almirante Kuznetsov

A Classe Kuznetzov foi uma classe de porta-aviões da União Soviética planejada para rivalizar com os grandes porta-aviões norte-americanos. Foi prevista a construção de um total de três embarcações, mas apenas uma foi finalizada.
Ao contrário dos cruzadores porta-aviões Kiev, construídos anteriormente, que eram um misto de cruzador lança-mísseis com porta-aviões, o Kuznetsov pode operar um número maior de aeronaves. Estas aeronaves seriam de pouso e decolagem convencional, que podem levar mais armas, sendo que os Kiev só operavam aeronaves de decolagem vertical.
Como não foi possível construir catapultas com potência suficiente para lançar as aeronaves, optou-se pela colocação de uma rampa integrada na proa do navio, que permite às aeronaves decolar utilizando os seus próprios motores.
A entrada ao serviço do primeiro navio da Classe, o Admiral Flota Sovetskogo Soyuza Kuznetsov, coincidiu com o colapso da União Soviética, sendo que o estaleiro responsável pela construção encontra-se em território da Ucrânia. Isso, somado a crise financeira, levou a venda da segunda unidade, o Varyag, rebatizado  Liaoning, ainda incompleta à China. 
O Almirante Kuznetzov continua operacional, sendo o único porta-aviões da Marinha Russa.